# Neakaisa.ro

## Neakaisa.ro - magazin online românesc de obiecte sanitare
Neakaisa.ro este un brand românesc de retail online specializat în comercializarea de obiecte sanitare și produse pentru amenajarea casei. Compania a fost lansată în anul 2014, fiind fondată de antreprenorii Laura Sardescu și Vlad Sardescu. 

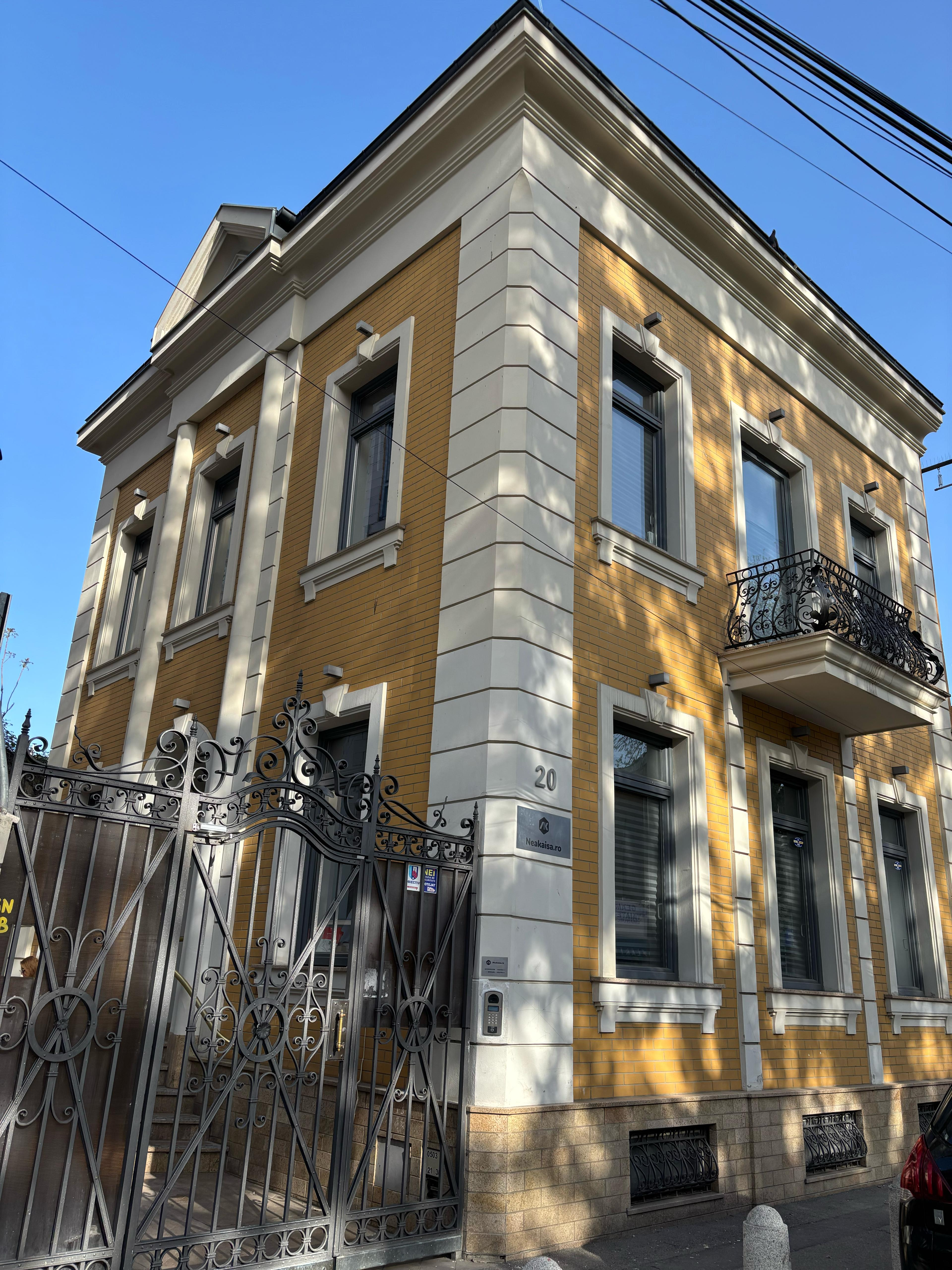
Imagine cu showroom-ul Neakaisa.ro din exterior.

Neakaisa.ro operează prin intermediul platformei proprii de comerț electronic și s-a remarcat prin abordarea orientată spre consultanță și soluții personalizate în domeniul amenajărilor interioare.

### Istoric
Ideea Neakaisa.ro a luat naștere în 2013, când fondatorii au trecut prin experiența neplăcută a unei inundații acasă și au constatat dificultatea de a găsi rapid soluții adecvate în magazinele tradiționale de bricolaj. Acest eveniment i-a motivat să creeze o platformă online care să ofere atât produse, cât și consultanță de specialitate pentru rezolvarea problemelor casnice. 
Activitatea comercială propriu-zisă a început de Black Friday 2014, Neakaisa.ro debutând atunci ca un magazin online operat dintr-un birou de numai 3 m². Inițial, portofoliul cuprindea produse de bricolaj diverse – de la pompe și generatoare până la unelte și instalații – însă începând cu 2016 compania s-a reorientat treptat către segmentul obiectelor sanitare și al amenajărilor de baie.
În anii următori, Neakaisa.ro și-a extins echipa și parteneriatele, punând accent pe îmbunătățirea experienței de cumpărare online. 

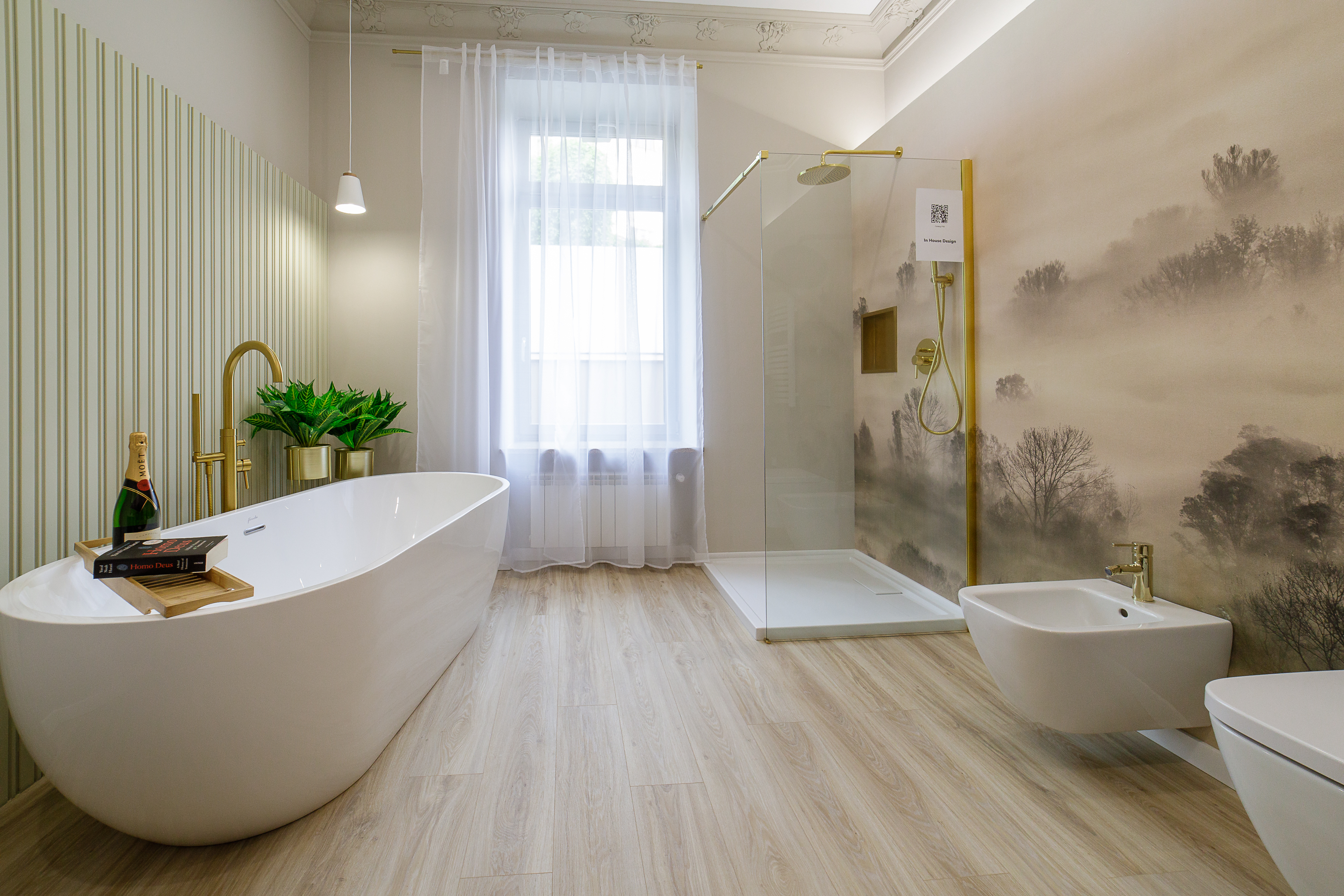
Baie de prezentare produse în shworoom Neakaisa.ro

În 2023, compania a inaugurat primul showroom fizic în București, investiție de peste 70.000 de euro, ca spațiu de prezentare pentru soluțiile de design interior propuse și de interacțiune directă cu clienții. Showroom-ul expune multiple configurații de băi complet amenajate, permițând vizitatorilor să vizualizeze gama de produse în contexte reale de utilizare. Deschiderea acestui showroom a fost un pas important în consolidarea prezenței offline a brandului. 
În 2024 a lansat „Rune”, prima sa linie de produse marcă proprie, constând în obiecte sanitare cu design scandinavic. Lansarea gamei Rune a implicat o investiție de peste 150.000 de euro.

### Activitate și produse
Neakaisa.ro operează predominant online, oferind o gamă largă de produse pentru baie și bucătărie, precum și alte articole de amenajări interioare. În portofoliul companiei se regăsesc obiecte sanitare (lavoare, vase de toaletă, bideuri, căzi de baie, cabine de duș, rigole de scurgere), mobilier de baie, baterii sanitare pentru baie și bucătărie, chiuvete de bucătărie, precum și accesorii și corpuri de iluminat pentru casă. De asemenea, Neakaisa.ro furnizează soluții personalizate și consultanță specializată clienților.
Showroom-ul din București servește drept spațiu de inspirație și consultanță directă: clienții pot vedea și testa produse, iar arhitecții și designerii parteneri își pot prezenta ideile într-un cadru real. În jurul acestui showroom s-a creat o comunitate de profesioniști care număra, în 2023, peste 300 de arhitecți și designeri implicați în proiectele Neakaisa.

### Marketing și evoluție
De la început, campaniile de marketing ale Neakaisa.ro au jucat un rol esențial în creșterea notorietății brandului, remarcându-se printr-o abordare creativă și nonconformistă într-o piață dominată de comunicare tehnică și convențională. 
Brandul a ales să spună povești autentice, să creeze conținut relevant și să integreze emoția în campanii, lucru rar întâlnit în domeniul obiectelor sanitare. Această direcție diferită a atras atenția și a dat startul unui nou mod de a face marketing în industrie — mai uman, mai curajos și mai conectat cu nevoile reale ale publicului. 
O inițiativă importantă a fost dezvoltarea unei politici comerciale avantajoase, precum oferirea unui termen extins de retur de 120 de zile. De asemenea, Neakaisa.ro a investit în conținut online (blog, rețele sociale) pentru a crea o legătură cu publicul pasionat de amenajări. 
Colaborarea strânsă cu arhitecți și designeri de interior a contribuit semnificativ la creșterea brandului. În 2024, aproximativ 20% din vânzări proveneau din recomandările arhitecților către clienții finali.
Evoluția financiară a fost constant ascendentă. În 2024, compania a raportat o creștere de 20% în primul trimestru. În cei 11 ani de activitate, Neakaisa.ro a deservit peste 85.000 de clienți, a listat peste 30.000 de produse și a expediat peste 600.000 de articole.